# 昌国王
昌国王（しょうこくおう、または睦、? - 紀元前748年）は、第16代箕子朝鮮王。王在位期間は、紀元前761年 - 紀元前748年。諡は昌国王。諱は睦。王位は武成王（平）が継承。